# 마지 케네디

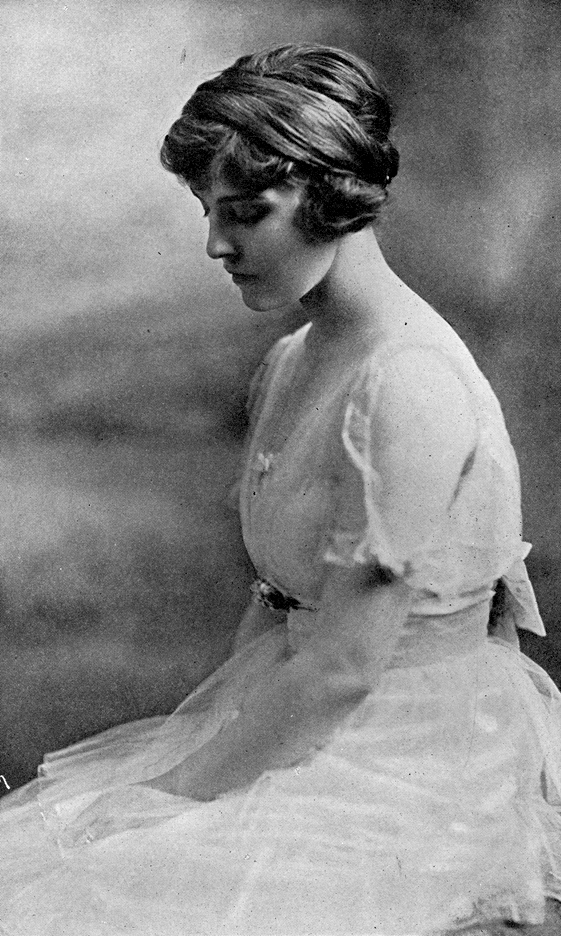

마지 케네디(Madge Kennedy, 1891년 4월 19일 ~ 1987년 6월 9일)는 미국의 텔레비전 배우, 영화배우, 연극 배우, 배우이다.
시카고에서 태어났으며 우들랜드힐스에서 사망하였다. 사인은 호흡 부전이다.

## 영화
- 더 베이비 메이커 (1970년)
- 하우스보트 (1958년)
- 케이터드 어페어 (1956년)
- 열정의 랩소디 (1956년) - 애너 코넬리아 반 고흐 역
- 더 매링 카인드 (1952년)